# Ablemma pugnax
Ablemma pugnax là một loài nhện trong họ Tetrablemmidae.
Loài này thuộc chi Ablemma. Ablemma pugnax được Brignoli miêu tả năm 1973.